# Dandamis nigropunctatus
Dandamis nigropunctatus är en skalbaggsart som först beskrevs av Aurivillius 1897.  Dandamis nigropunctatus ingår i släktet Dandamis och familjen långhorningar. Inga underarter finns listade i Catalogue of Life.